# Irène du Portugal
Pour les articles homonymes, voir Sainte Irène.
Irène du Portugal, vierge et martyre, née en 635 et morte en 653, est une sainte chrétienne fêtée en Occident le 20 octobre. Elle meurt martyrisée de l'épée d'un tueur à gages engagé par Britald, un prétendant jaloux,.

## Biographie

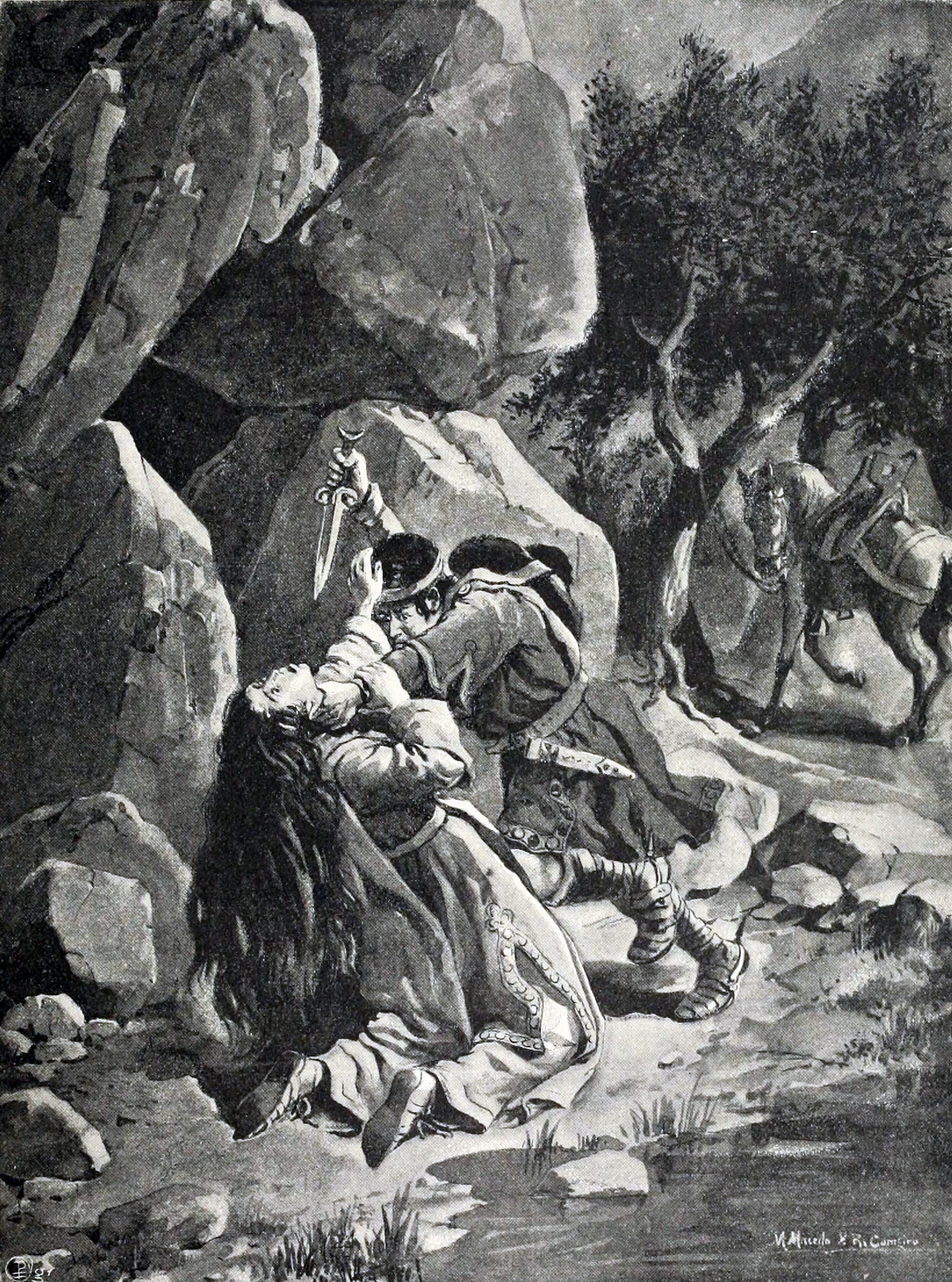
Meurtre d'Irène par Manuel Macedo et Alfredo Roque Gameiro (1904).

Selon la légende, Irène naît dans une famille riche à Nabância (pt), aujourd'hui Tomar. Elle est envoyée par ses parents au monastère de la localité où elle est mise sous la tutelle d'un précepteur, le moine Remigius. Un jour, Britald, un jeune noble, l'aperçoit alors qu'elle sort de la messe et en tombe amoureux. Irène le rejette car elle désire se consacrer à Dieu et Britald tombe en profonde dépression.
Remigius, jaloux de la passion de Britald, prépare une tisane qui met Irène en transe et entraîne une grossesse nerveuse. Pour ce fait, elle est expulsée du monastère et Britald, jaloux et qui a eu connaissance de l'incident, engage un soldat qui se déguise en une vieille vagabonde et la tue avec son épée.
Le corps est jeté dans la rivière Nabão et est transporté par la rivière torrentueuse Zêzere jusqu'aux rives sablonneuses du Tage, à Scallabis, ville qui, par dévotion et en sa mémoire modifie son nom pour celui de Santarém (Sainte Irène). Une église est construite sur le monticule sablonneux où son corps est retrouvé. Celui-ci se conserve miraculeusement en état d'incorruptibilité pendant plusieurs siècles.